# Annie Potts
Pour les articles homonymes, voir Potts.
Annie Potts est une actrice et productrice américaine, née le 28 octobre 1952 à Nashville.
Elle est principalement connue pour avoir incarné Janine Melnitz la réceptionniste des SOS Fantômes et Mari Jo Shively dans la série Femmes d'affaires et dames de cœur. Elle a également prêté sa voix à la bergère dans les films Toy Story. Depuis 2017, elle incarne la grand-mère de Sheldon Cooper dans Young Sheldon, le spin-off de la série à succès The Big Bang Theory.

## Biographie
Née à Nashville, dans le Tennessee et fille de Powell Grisette Potts et Dorothy Harris, Annie Potts a grandi à Franklin, dans le Kentucky, où elle est diplômée à la Franklin-Simpson High School. Elle a également deux sœurs ainées, Mary Eleanor et Elizabeth.
Intéressée très tôt par le théâtre et le cinéma, elle a étudié au Stephens College, dans le Missouri, où elle s'inscrit dans le cours de théâtre, puis poursuit ensuite des études supérieures en Californie.
À l'âge de vingt-et-un ans, elle est victime d'un accident de la route au côté de son mari de l'époque, Steven Hartley, causé par deux pilotes qui participaient à une course de dragster. Le couple a survécu à l'accident, mais ils gardèrent des séquelles : Hartley perdit une jambe à la suite de l'accident tandis que Potts a eu des fractures multiples (ses os en dessous de la taille furent presque brisés ,) et elle divorcera d'avec Hartley en 1978, avant d'épouser en juin de la même année l'acteur Greg Antonacci, pour divorcer deux ans plus tard. Par la suite, elle se mariera avec l'assistant réalisateur B. Scott Senechal, avec lequel elle a un enfant, couple qui durera de 1981 à 1989.
Depuis septembre 1990, elle est l'épouse du producteur, directeur de la photographie et réalisateur James Hayman, avec lequel elle a deux enfants.

## Carrière
Elle commence sa carrière d'actrice à la télévision en 1977, suivie au cinéma en 1978 avec la comédie Corvette Summer, produite par la MGM, dans laquelle elle partage la vedette avec Mark Hamill. Sa prestation lui vaut une nomination au Golden Globe de la révélation féminine de l'année l'année suivante. En 1982, sa prestation d'une jeune femme mariée à un coureur de stock-car et mère de famille dans Heartaches lui vaut d'obtenir le Prix Génie de la meilleure actrice étrangère.
Mais elle est principalement connue pour avoir incarné la réceptionniste Janine Melnitz dans le film SOS Fantômes, en 1984 et sa suite cinq ans plus tard, suivi du rôle de Mari Jo Shively dans la série Femmes d'affaires et dames de cœur, qu'elle incarnera durant sept saisons (de 1986 à 1993), tout en interprétant des rôles de premier plan au cinéma et à la télévision, comme dans Love & War, qui lui vaut une nomination au Primetime Emmy Award de la meilleure actrice dans une série télévisée comique. Ses autres rôles notables incluent Mary Elizabeth 'M.E.' Sims dans la série Any Day Now, où elle sera nommée à deux reprises au Screen Actors Guild Award de la meilleure actrice dans une série télévisée dramatique pour son personnage, un rôle de soutien dans Rose bonbon et des présences comme guest-star dans des séries télévisées (Magnum, Men in Trees : Leçons de séduction, Ugly Betty, Mon oncle Charlie et Boston Justice).
Elle a doublé le personnage de la bergère dans le film d'animation Toy Story et sa suite et a tenu un rôle récurrent dans Le Monde de Joan, de 2004 à 2005 et dans New York, unité spéciale de 2005 à 2009.
Ces dernières années, sa carrière est centrée vers la télévision où elle a tourné depuis 2007 des téléfilms et plusieurs séries télévisées, dont un rôle de premier plan dans la série GCB, diffusée en mars 2012.
Depuis 2017, elle incarne Meemaw, la grand-mère de Sheldon Cooper, héros de la série américaine The Big Bang Theory, dans le spin-off centré sur la jeunesse de Sheldon, Young Sheldon.

## Théâtre
- 2009-2010 : Le Dieu du carnage : Anette
- 2014 : Pippin : Berthe

## Filmographie

### Comme actrice

#### Cinéma
- 1978 : Corvette Summer, de Matthew Robbins – Vanessa
- 1978 : Le Roi des gitans (King of Gypsies), de Frank Pierson – Persa
- 1981 : Heartaches, de Donald Shebib – Bonnie Howard
- 1982 : Bayou Romance, d'Alan Myerson – Lily
- 1984 : SOS Fantômes (Ghostbusters), d'Ivan Reitman – Janine Melnitz
- 1984 : Les Jours et les nuits de China Blue (Crimes of Passion), de Ken Russell – Amy Grady
- 1986 : Rose bonbon (Pretty in Pink), d'Howard Deutch – Iona
- 1986 : Jumpin' Jack Flash, de Penny Marshall – Liz Carlson
- 1988 : Pass the Ammo, de David Beaird – Darla
- 1989 : Mais qui est Harry Crumb ? (Who's Harry Crumb ?), de Paul Flaherty – Helen Downing
- 1989 : SOS Fantômes 2 (Ghostbusters II), d'Ivan Reitman – Janine Melnitz
- 1990 : Texasville, de Peter Bogdanovich – Karla Jackson
- 1992 : Breaking the Rules, de Neal Israel – Mary Klinglitch
- 2004 : Elvis Has Left the Building, de Joel Zwick – Shirl
- 2007 : The Sunday Man, court-métrage de Danielle Shamash – Mrs. Culp
- 2015 : As Good As You : Dr. Laura Berg
- 2016 : SOS Fantômes (Ghostbusters), de Paul Feig  – la réceptionniste de l’Hôtel Mercado
- 2021 : SOS Fantômes : L'Héritage (Ghostbusters: Afterlife) de Jason Reitman : Janine Melnitz
- 2024 : SOS Fantômes : La Menace de Glace (Ghostbusters: Frozen Empire) de Gil Kenan : Janine Melnitz

#### Télévision

##### Téléfilms
- 1977 : Black Market Baby, de Robert Day – Linda Cleary
- 1979 : Ladies in Waiting, de Michael Lindsay-Hogg
- 1979 : Flatbed Annie & Sweetiepie: Lady Truckers, de Robert Greenwald – Flatbed Annie
- 1980 : The Scarlett O'Hara War, de John Erman – Betty
- 1982 : Something So Right, de Lou Antonio – Sunday
- 1983 : Cowboy, de Jerry Jameson – D.G.
- 1984 : L'Opération de la dernière chance (Why Me ?), de Fielder Cook – Darla
- 1984 : It Came Upon the Midnight Clear, de Peter H. Hunt – Cindy Mills
- 1987 : Le Naufragé des étoiles (The Man Who Fell to Earth), de Bobby Roth – Louise
- 1995 : Fatale rivale (Her Deadly Rival), de James Hayman – Kris Landford
- 2003 : La Loi d'une mère (Defending Our Kids: The Julie Posey Story), de Joanna Kerns – Julie Posey
- 2003 : Stuck in the Middle with You, réalisateur inconnu
- 2007 : Spellbound, de James Frawley – Bunny
- 2008 : Single with Parents, de Michael Engler – Elizabeth
- 2008 : Family Man, de Steven Schachter
- 2008 : Une taille de reine (Queen Sized), de Peter Levin – Joan Baker
- 2009 : The Karenskys, de Pamela Fryman – Pearl Karensky
- 2010 : Père avant l'heure (Freshman Father), de Michael Scott – Dorothy Dowins
- 2011 : Five, de Demi Moore – Helen, la mère de Charlotte
- 2012 : Écoutez votre Cœur (The Music Teacher) de Ron Oliver - Alyson Daley

##### Séries télévisées
- 1977 : Busting Loose (en) – Helene, 3 épisodes
- 1977 : Family – Caddy Wilde, 1 épisode
- 1979 : Visions – Ellen, 1 épisode
- 1980 : Goodtime Girls – Edith Bedelmeyer, 13 épisodes
- 1983-86 : Magnum (Magnum, P.I.) – Tracy Spencer, 2 épisodes
- 1983 : Les Enquêtes de Remington Steele (Remington Steele) – Annie Carpenter, 1 épisode
- 1985 : La Cinquième Dimension (The Twilight Zone) – Cathy Lowery, 1 épisode
- 1985 : Lime Street (en)
- 1986-93 : Femmes d'affaires et dames de cœur (Designing Woman) – Mary Jo Shively, 163 épisodes
- 1986 : Comedy Street – Annie, 1 épisode
- 1987 : CBS Schoolbreak Special – Kathy Sanders, 1 épisode
- 1987 : Histoires fantastiques (Amazing Stories) – Mrs. Bev Binford, 1 épisode
- 1993-95 : New York Café (Love & War) – Dana Palladino, 44 épisodes
- 1996 : Esprits rebelles – Louanne Johnson
- 1997 : Over the Top – Hadley Martin, 12 épisodes
- 1998-2002 : Any Day Now – Mary Elisabeth 'M.E.' Sims, 88 épisodes
- 2004 : Huff – Doris Johnson, 4 épisodes
- 2004-05 : Le Monde de Joan (Joan of Arcadia) – le lieutenant Lucy Preston, 11 épisodes
- 2005 : Close to Home : Juste Cause (Close to Home) – Dr. Marla Dobbs, 1 épisode
- 2005-09 : New York, unité spéciale (Law & Order: Special Victims Unit) – Sophie Devere, 4 épisodes
- 2006 : Julie Reno, Bounty Hunter – Angel , 1 épisode
- 2007 : Men in Trees : Leçons de séduction – Mary Alice O'Donnell, 4 épisodes
- 2008 : Ugly Betty  – Linda, 1 épisode
- 2008 : Boston Justice (Boston Legal) – Joy Espenson, 1 épisode
- 2009 : Mon oncle Charlie (Two and Half Men) – Leonore, 1 épisode
- 2010 : Trois Bagues au doigt (Marry Me) (mini-série) – Vivienne Carter
- 2013 - 2018 : The Fosters : Sharon Elkin, la mère de Stef
- 2014 : Major Crimes : Clarissa, Consultante astrologue (saison 3, épisode 19)
- Depuis 2015 : Chicago Med : Helen Manning
- 2015 : NCIS : Nouvelle-Orléans : Olivia Brody (saison 2, épisode 7)
- 2017-2024 : Young Sheldon : Constance "Connie" Tucker dit « Meemaw »
- 2024 : Georgie and Mandy's First Marriage : Constance "Connie" Tucker dit « Meemaw »

#### Doublage (création de voix)

##### Films d'animation
- 1995 : Toy Story de John Lasseter : la bergère
- 1997 : Dany, le chat superstar de Mark Dindal : la bergère
- 1999 : Toy Story 2 de  John Lasseter, Ash Brannon et Lee Unkrich : la bergère
- 2019 : Toy Story 4 de Josh Cooley : la bergère
- 2020 : La Vie en lumière (court métrage) de Josh Cooley : la bergère
- 2021 : Arlo, le garçon alligator - Edmee

##### Séries d'animation
- 1981 : The Kwicky Koala Show : ?
- 1998 : Hercule : Synrix la muse (1 épisode)
- 1999 : Johnny Bravo : Wrangler (1 épisode)
- 2001 : Rolie Polie Olie : Bo Peep (1 épisode)
- 2012 : Ça bulle !: Infirmière Fishington (1 épisode)
- 2013 : Randy Cunningham, le ninja : Tawny Zingwald (1 épisode)
- 2021 : J'adore Arlo : Edmee (6 épisodes)

##### Jeu vidéo
- 1995 : Disney's Animated Storybook : la bergère
- 1999 : Toy Story 2 : Buzz l'Éclair à la rescousse ! : la bergère
- 2009 : SOS Fantômes, le jeu vidéo : Janine Melnitz
- 2010 : Toy Story 3 : la bergère
- 2016 : Disney Magic Kingdoms : la bergère
- 2019 : SOS Fantômes, le jeu vidéo remasterisé : Janine Melnitz

.

## Voix françaises
En France, Annie Potts est doublée par plusieurs comédiennes, dont Maïk Darah et Blanche Ravalec à six reprises chacune.
En France
| - Maïk Darah dans : - SOS Fantômes - Les Jours et les nuits de China Blue - SOS Fantômes 2 - SOS Fantômes - SOS Fantômes : L'Héritage - SOS Fantômes : La Menace de glace - Blanche Ravalec dans : - Mais où est passé Elvis ? - Un combat, cinq destins (téléfilm) - NCIS : Los Angeles (série télévisée) - Major Crimes (série télévisée) - Chicago Med (série télévisée) - Young Sheldon (série télévisée) - Le premier mariage de Georgie et de Mandy(série télévisée) | - Catherine Davenier dans (les séries télévisées) : - Le Monde de Joan - Close to Home : Juste Cause - Men in Trees : Leçons de séduction - Ugly Betty Et aussi - Dorothée Pousséo dans Corvette Summer - Juliette Degenne dans Huff (série télévisée) - Colette Sodoyez dans Esprits rebelles (série télévisée) - Anne Jolivet dans New York, unité spéciale (série télévisée) - Marie-Martine dans Trois Bagues au doigt (mini-série) - Clara Borras dans Happy Anniversary - Rebecca Dreyfus dans Toy Story (voix) - Vanina Pradier dans Toy Story 2 (voix) - Audrey Fleurot dans Toy Story 4 (voix) |